# Karanisia
Karanisia es un género extinto de primate lorísido representado por dos especies, K. clarki y K. arenula.
K. clarki fue descrito en 2003 a partir de dientes aislados y fragmentos de mandíbulas hallados en el Eoceno medio (circa. 40 millones de años) en sedimentos de la Formación Birket Qarun en Karanis, en la zona egipcia de Fayún. Los especímenes indican la presencia de un peine dental, lo que lo convierte en el más antiguo primate fósil que posee esta característica de manera indiscutible, la cual es propia de todos los  estrepsirrinos vivientes (lémures, loris y gálagos).
En 2010 se describió una segunda especie, K. arenula, en la publicación científica Nature en rocas de mediados del Eoceno en Libia.